# Jefferson County (Kentucky)
Jefferson County is een county in de Amerikaanse staat Kentucky.
De county heeft een landoppervlakte van 997 km² en telt 693.604 inwoners (volkstelling 2000). De hoofdplaats is Louisville.